# 耶律寅底石
耶律寅底石（やりつ いんていせき、生年不詳 - 926年頃）は、遼（契丹）の皇族。太祖耶律阿保機の弟にあたる。字は阿辛。

## 経歴
耶律撒剌的の四男として生まれた。太祖5年（911年）、兄の耶律剌葛・耶律迭剌や弟の耶律安端らとともに阿保機に対する反乱を計画した。安端の妻の粘睦姑の密告で露見したが、阿保機は弟たちを処刑するに忍びず、弟たちとともに山に登って生け贄を捧げ、天地に誓って罪を許した。
太祖6年（912年）、また剌葛・迭剌・安端らとともに阿保機に叛いた。太祖7年（913年）、兄弟たちとともに西山で阿保機の帰路を遮ろうとした。阿保機が西山を避けて赤水城にいたったので、寅底石は阿保機に謝罪し、許された。しかしまた兄にそむき、剌葛とともに楡河に逃走した。自殺しようとして死ねず、捕らえられた。神冊3年（918年）、阿保機の命により寅底石の妻の涅里袞が自縊した。
天顕元年（926年）、渤海に対する征戦に従い、扶余城を陥落させると、耶律覿烈とともにここを守備した。阿保機が死去すると、遺詔により守太師・政事令となり、東丹王耶律突欲を補佐した。述律皇后により司徒の耶律画沙が派遣され、道中で殺害された。重熙年間、許国王に追封された。

## 子女
- 耶律劉哥
- 耶律盆都
- 耶律化葛里
- 耶律奚蹇

## 伝記資料
- 『遼史』巻1 本紀第1
- 『遼史』巻64 表第2